# 约翰·罗伯特·安德森
约翰·罗伯特·安德森（英語：John Robert Anderson，1947年8月27日—），出生于加拿大温哥华，卡内基梅隆大学的心理学和教授，以其认知架构（cognitive architecture）ACT-R(Anderson, 1983)广为人知。他发表过许多认知心理学的论文，担任认知科学学会会长，并获得许多科学奖项。他是美国国家科学院院士。
安德森也是智能导学系统（intelligent tutoring systems）早期研究，例如认知导引（cognitive tutors）的领导者，而许多安德森从前的学生，例如Kenneth Koedinger，都已成为该领域的领导者。
从1964年到1974年，安德森在和史丹佛大學攻读心理学。是他的博士导师。他任教于耶鲁大学。从1978年起，他担任卡内基梅隆大学教授。从1988年到1989年，他担任认知科学学会会长。2004年，他由于对人类认知分析的贡献而获得鲁姆哈特（David E. Rumelhart）奖，在2006年成为首位获得Heineken奖的认知科学家。

### 引用
1. ↑  见国家科学院网站 （页面存档备份，存于）
2. ↑  鲁姆哈特奖获得者列表见 认知科学学会网站 的存檔，存档日期2007-12-18..
3. ↑  获奖者列表见Heineken Prize page website （页面存档备份，存于）.